# Leonard Adamov
Leonard Illarionovyč Adamov (in ucraino Леонард Ілларіонович Адамов?, in russo Леонард Илларионович Адамов?, Leonard Illarionovič Adamov; Odessa, 10 marzo 1941 – Minsk, 9 novembre 1977) è stato un calciatore sovietico, di ruolo attaccante.
Il 9 novembre 1977 si suicidò all'età di 36 anni lanciandosi dalla finestra del suo appartamento di Minsk.

## Carriera

### Giocatore
Ha giocato con Spartak Mosca e Dinamo Minsk.
Il 4 settembre 1965 ha giocato con la nazionale sovietica in un'amichevole contro la Jugoslavia.

### Allenatore
Ha allenato l'Homel' e la Dinamo Minsk.

## Palmarès
- Campionato sovietico: 1

Spartak Mosca: 1962